# 鮎喰川橋梁 (高徳線)
鮎喰川橋梁（あくいがわきょうりょう）は、鮎喰川に架かる鉄道橋で、四国旅客鉄道（JR四国）高徳線を通し、佐古駅と吉成駅の間に位置する。
所在は北岸が徳島県徳島市不動東町五丁目、東岸が同県同市春日三丁目。

## 概要
鮎喰川下流域に架かる鉄道橋である。佐古駅と吉成駅の区間には当橋と吉野川に架かる吉野川橋梁のふたつの鉄道橋を通過する。
2007年までは当橋より東の下流域に潜水橋・浜高房橋（通称こんにゃく橋）が架かっていた。

## 諸元
- 起業者 - 日本国有鉄道（国鉄）
- 管理者 - 四国旅客鉄道（JR四国）

## 隣の橋梁
（上流） - 不動橋 - 弁天橋 - 鮎喰川橋梁 - （下流）